# Liste de saisons
... saisons de différentes régions du globe.

## Ensoleillement

### Europe
En Europe, les saisons correspondent grossièrement à la durée d'ensoleillement et sont au nombre de quatre, chacune de trois mois. L'été correspond à l'ensoleillement maximal et l'hiver à l'ensoleillement minimal, le printemps et l'automne s'intercalant entre les deux.
Les dates de début et de fin des saisons varient suivant les cultures. Certaines cultures (celtique, scandinave, chinoise...) placent le milieu des saisons aux solstices et équinoxes. D'autres comme la France font débuter les saisons aux dates et heures précises des solstices et équinoxes soit, suivant les années, les 20 ou 21 mars (printemps), 20 ou 21 juin (été), 22 ou 23 septembre (automne) et 21 ou 22 décembre (hiver).
Dans l'hémisphère nord, les périodes des quatre saisons sont les suivantes.
| Saison    | Début                         | Fin                           |
| --------- | ----------------------------- | ----------------------------- |
| Printemps | Début février à fin mars      | Début mai à fin juin          |
| Été       | Début mai à fin juin          | Début août à fin septembre    |
| Automne   | Début août à fin septembre    | Début novembre à fin décembre |
| Hiver     | Début novembre à fin décembre | Début février à fin mars      |

Le calendrier celtique était divisé en deux saisons : une saison sombre (parfois assimilée à l'hiver) débutant le 1er jour du mois de samonios (correspondant approximativement au mois de novembre) et une saison claire (parfois assimilée à l'été) débutant le 1er jour du mois de giamonios (correspondant approximativement à mai).

### Maghreb
En Tunisie, le calendrier des saisons se déroule comme suit :
| Saison    | Début       | Fin         |
| --------- | ----------- | ----------- |
| Hiver     | 29 novembre | 27 février  |
| Printemps | 28 février  | 29 mai      |
| Été       | 30 mai      | 29 août     |
| Automne   | 30 août     | 28 novembre |

### Asie de l'Est
En Asie orientale (Chine, Corée, Japon, Russie et Taïwan), on distingue une saison des pluies qui se déroule de mai à juillet.
Les saisons traditionnelles en Chine et quelques autres pays d'Asie de l'Est sont également définies par les variations d'ensoleillement. L'année est traditionnellement divisée en 24 périodes solaires, « saisons » d'environ 15 jours.
| Chinois                | Japonais         | Coréen              | Vietnamien  | Début        | Fin          | Traduction                   |
| ---------------------- | ---------------- | ------------------- | ----------- | ------------ | ------------ | ---------------------------- |
| 立春 (lìchūn)          | 立春 (risshun)   | 입춘 (ipchun)       | Lập xuân    | 4 février    | 18 février   | Établissement du printemps   |
| 雨水 (yǔshuǐ)          | 雨水 (usui)      | 우수 (usu)          | Vũ thủy     | 19 février   | 4 mars       | Eau de pluie                 |
| 驚蟄, 惊蛰 (jīngzhé)   | 啓蟄 (keichitsu) | 경칩 (gyeongchip)   | Kinh trập   | 5 mars       | 20 mars      | Éveil des animaux hibernants |
| 春分 (chūnfēn)         | 春分 (shunbun)   | 춘분 (chunbun)      | Xuân phân   | 21 mars      | 4 avril      | Équinoxe de printemps        |
| 清明 (qīngmíng)        | 清明 (seimei)    | 청명 (cheongmyeong) | Thanh minh  | 5 avril      | 19 avril     | Clair et brillant            |
| 穀雨, 谷雨 (gǔyǔ)      | 穀雨 (kokuu)     | 곡우 (gogu)         | Cốc vũ      | 20 avril     | 5 mai        | Pluie à grain                |
| 立夏 (lìxià)           | 立夏 (rikka)     | 입하 (ipha)         | Lập hạ      | 6 mai        | 20 mai       | Établissement de l'été       |
| 小滿, 小满 (xiǎomǎn)   | 小満 (shōman)    | 소만 (soman)        | Tiểu mãn    | 21 mai       | 5 juin       | Petite rondeur               |
| 芒種, 芒种 (mángzhòng) | 芒種 (bōshu)     | 망종 ( mangjong)    | Mang chủng  | 6 juin       | 20 juin      | Grain en barbe               |
| 夏至 (xiàzhì (zh))     | 夏至 (geshi)     | 하지 (haji)         | Hạ chí      | 21 juin      | 6 juillet    | Solstice d'été               |
| 小暑 (xiǎoshǔ)         | 小暑 (shōsho)    | 소서 (soseo)        | Tiểu thử    | 7 juillet    | 22 juillet   | Petite chaleur               |
| 大暑 (dàshǔ)           | 大暑 (taisho)    | 대서 (daeseo)       | Đại thử     | 23 juillet   | 6 août       | Grande chaleur               |
| 立秋 (lìqiū)           | 立秋 (risshū)    | 입추 (ipchu)        | Lập thu     | 7 août       | 22 août      | Établissement de l'automne   |
| 處暑, 处暑 (chǔshǔ)    | 処暑 (shosho)    | 처서 (cheoseo)      | Xử thử      | 23 août      | 7 septembre  | Dans la chaleur              |
| 白露 (báilù)           | 白露 (hakuro)    | 백로 (baekro)       | Bạch lộ     | 8 septembre  | 22 septembre | Rosée blanche                |
| 秋分 (qiūfēn)          | 秋分 (shūbun)    | 추분 (chubun)       | Thu phân    | 23 septembre | 7 octobre    | Équinoxe d'automne           |
| 寒露 (hánlù)           | 寒露 (kanro)     | 한로 (hallo)        | Hàn lộ      | 8 octobre    | 22 octobre   | Rosée froide                 |
| 霜降 (shuāngjiàng)     | 霜降 (sōkō)      | 상강 (sanggang)     | Sương giáng | 23 octobre   | 6 novembre   | Descente de givre            |
| 立冬 (lìdōng)          | 立冬 (rittō)     | 입동 (ipdong)       | Lập đông    | 7 novembre   | 21 novembre  | Établissement de l'hiver     |
| 小雪 (xiǎoxuě)         | 小雪 (shōsetsu)  | 소설 (soseol)       | Tiểu tuyết  | 22 novembre  | 6 décembre   | Petite neige                 |
| 大雪 (dàxuě)           | 大雪 (taisetsu)  | 대설 (daeseol)      | Đại tuyết   | 7 décembre   | 21 décembre  | Grande neige                 |
| 冬至 (dōngzhì)         | 冬至 (tōji)      | 동지 (dongji)       | Đông chí    | 22 décembre  | 5 janvier    | Solstice d'hiver             |
| 小寒 (xiǎohán)         | 小寒 (shōkan)    | 소한 (sohan)        | Tiểu hàn    | 6 janvier    | 19 janvier   | Petit froid                  |
| 大寒 (dàhán)           | 大寒 (daikan)    | 대한 (daehan)       | Đại hàn     | 20 janvier   | 3 février    | Grand froid                  |

## Asie du Sud

### Calendrier hindou
En Inde tropicale et subtropicale, le calendrier hindou comprend six saisons de deux mois, ou ritu (en).
| Saison              | Début        | Fin          | Mois                            | Correspondance   |
| ------------------- | ------------ | ------------ | ------------------------------- | ---------------- |
| Vasanta (en) (वसन्त) | Mi-mars      | Mi-mai       | Chaitra, Baisakh                | Printemps        |
| Grishma (en) (ग्रीष्म) | Mi-mai       | Mi-juillet   | Jyeshtha (en), Ashadha (en)     | Été              |
| Varsha (en) (वर्षा)   | Mi-juillet   | Mi-septembre | Shraavana (en), Bhadrapada (en) | Mousson          |
| Sharad (en) (शरद्)   | Mi-septembre | Mi-novembre  | Ashwin (en), Kartika            | Automne          |
| Hemanta (en) (हेमन्त) | Mi-novembre  | Mi-janvier   | Maargashirsha (en), Pausha (en) | Début de l'hiver |
| Shishira (en) (शिशिर) | Mi-janvier   | Mi-mars      | Magh, Phalguna                  | Fin de l'hiver   |

### Calendrier bengali
Les saisons du calendrier bengali sont similaires, mais leurs dates diffèrent.
| Saison  | Début       | Fin         | Mois                      | Correspondance   |
| ------- | ----------- | ----------- | ------------------------- | ---------------- |
| Bosonto | Mi-février  | Mi-avril    | Falgun (en), Choitro (en) | Printemps        |
| Grishmo | Mi-avril    | Mi-juin     | Boishakh, Joishtho (en)   | Été              |
| Borsha  | Mi-juin     | Mi-août     | Asharh (en), Srabon (en)  | Mousson          |
| Shorot  | Mi-août     | Mi-octobre  | Bhadro (en), Ashwin (en)  | Automne          |
| Hemonto | Mi-octobre  | Mi-décembre | Kartik, Ogrohayon (en)    | Fin de l'automne |
| Sit     | Mi-décembre | Mi-février  | Poush (en), Magh          | Hiver            |

### Calendrier tamoul
Le calendrier tamoul suit le même motif.
| Saison     | Début          | Fin         | Mois               | Correspondance |
| ---------- | -------------- | ----------- | ------------------ | -------------- |
| IlaVenil   | 15 avril       | 14 juin     | Chithirai, Vaikasi | Printemps      |
| MuthuVenil | 15 juin        | 14 août     | Aani, Aadi         | Été            |
| Kaar       | 15 août        | 14 octobre  | Avani, Purattasi   | Mousson        |
| Kulir      | 15 octobre     | 14 décembre | Aipasi, Karthikai  | Automne        |
| MunPani    | 15 décembre 15 | 14 février  | Margazhin Thai     | Hiver          |
| PinPani    | 15 février     | 14 avril    | Maasi, Panguni     | Prévernal      |

## Tropiques
Sous les tropiques, il est plus courant considérer la saison humide (ou des pluies, ou mousson) et la saison sèche. Par exemple, au Nicaragua, la saison sèche (de novembre à avril) est appelée « été » et la saison humide (de mai à octobre) est appelée « hiver », bien que le pays soit situé dans l'hémisphère nord. Dans certaines régions tropicales, l'année est plutôt divisées en saisons chaude, humide et fraîche. L'ensoleillement ne varie pas de façon notable au long de l'année ; en revanche, certains régions (comme le nord de l'océan Indien) sont sujettes à des cycles de vent et de mousson.
Aux Antilles (dont Martinique et Guadeloupe) on distingue deux saisons  fondamentales : une saison sèche, de février à avril, « le carême » qui bénéficie d'un régime anticyclonique et « l’hivernage » de juillet à octobre, plus chaud et humide et caractérisé par des pluies fréquentes et intenses. Carême et hivernage sont séparés par deux intersaisons plus ou moins marquées.
Les variations d'activité florale et animale près de l'équateur dépendent plus des cycles humide/sèche que des variations de températures, les différentes espèces fleurissant (ou sortant de leur cocon) à des moments différents avant, pendant et après la mousson. Les tropiques sont ainsi caractérisés par plusieurs « mini-saisons » à l'intérieur de saisons plus grandes.

## Régions polaires
Toute zone au nord du cercle Arctique ou au sud du cercle Antarctique comporte une période où le soleil ne se couche pas et une autre ou il ne se lève pas. Plus on monte en latitude, plus ces périodes de jour polaire et de nuit polaire augmentent.
Par exemple, dans la station canadienne d'Alert, située par 82°30′05″ N à l'extrémité nord de l'île d'Ellesmere à 830 km du pôle Nord, le soleil ne perce quelques minutes par jour au-dessus de l'horizon qu'à partir de la fin février. Le 21 mars, il est levé pendant 12 heures. Entre le 6 avril et le 6 septembre, le soleil ne se couche plus. Le 13 octobre, il reste au-dessus de l'horizon pendant 1 heure et 30 minutes et le lendemain, il ne se lève plus du tout. Il reste en dessous de l'horizon jusqu'au 27 février. Les premières lueurs arrivent à la fin janvier, la durée du crépuscule croissant chaque jour pendant un mois avant que le disque solaire n'apparaissent au-dessus de l'horizon. De mi-novembre à mi-janvier, le lieu ne connait aucune aube.

## Australie
En Australie, certaines tribus aborigènes reconnaissent jusqu'à huit saisons par an.